# 巴卡尼
巴卡尼（Bakani），是印度拉贾斯坦邦Jhalawar县的一个城镇。总人口7937（2001年）。

## 人口
该地2001年总人口7937人，其中男性4149人，女性3788人；0—6岁人口1303人，其中男679人，女624人；识字率65.47%，其中男性为77.08%，女性为52.75%。